# Pohar (obwód lwowski)
Pohar (ukr. Погар) – wieś na Ukrainie, w rejonie stryjskim (do 2020 roku w rejonie skolskim) obwodu lwowskiego. Wieś liczy 400 mieszkańców.
Prywatna wieś szlachecka, położona w województwie ruskim, w 1739 roku należała do klucza Tuchla Lubomirskich. W II Rzeczypospolitej do 1934 samodzielna gmina jednostkowa, następnie należała do zbiorowej wiejskiej gminy Koziowa. Początkowo w powiecie skolskim, a od 1932 w powiecie stryjskim w woj. stanisławowskim. Po wojnie wieś weszła w struktury administracyjne Związku Radzieckiego.